# Parlamento autonómico
Parlamento autonómico es la denominación coloquial habitual que se da en España al poder legislativo en cada comunidad autónoma. Las ciudades autónomas de Ceuta y Melilla cuentan con asambleas sin capacidad legislativa.

## Composición y funcionamiento
El parlamento autonómico está formado por los representantes elegidos en las elecciones autonómicas, que se celebran, en la mayoría de las comunidades autónomas, el tercer domingo de mayo, cada cuatro años; coinciden con las elecciones municipales, las últimas celebradas en 2023. Como órgano legislativo, elabora leyes autonómicas. En caso de que afecten a otras comunidades o al Estado, estas se pueden tramitar de una forma indirecta en las Cortes Generales, como proposición de ley. También tienen como función controlar al gobierno autonómico, y elegir al presidente de cada comunidad autónoma. Además cumplen funciones económicas y presupuestarias, pues anualmente aprueban los presupuestos de la comunidad. En materias políticas, les corresponde designar a cierto número de senadores en la Cámara Alta del Parlamento español; también eligen a otros altos órganos propios de cada una de las comunidades.
En asuntos jurisdiccionales tienen competencia para interponer ante el Tribunal Constitucional los recursos de inconstitucionalidad contra leyes del Estado que pudieran afectar a las competencias de la comunidad autónoma.
Los estatutos de autonomía, regulados por la Constitución, establecen qué competencias son propias de cada comunidad autónoma, siendo el máximo cuerpo normativo para las regiones correspondientes. Así, las comunidades tienen competencias sobre áreas de educación, sanidad, urbanismo, medio ambiente, etc. Sin embargo, hay otros sectores que son de competencia exclusiva del Estado. Así, por ejemplo, la administración periférica del Estado regula los aeropuertos o puertos, conviviendo con la administración autonómica.

### Ciudades autónomas
Todas las comunidades autónomas disponen de su propio parlamento, cualquiera que sea su denominación. No es así en las ciudades autónomasː Ceuta y Melilla. En 1995 se aprobó en las Cortes Generales un estatuto específico que, aunque no les concede capacidad legislativa (principal diferencia con las comunidades autónomas), sí les permite proponer en las Cortes las iniciativas legislativas que consideren oportunas.

## Parlamentos

### Comunidades autónomas
| Comunidad autónoma   | Parlamento autonómico                    | Sede     | Sede                                   | Sede                   | Miembros | Presidencia                  | Presidencia      |
| Comunidad autónoma   | Parlamento autonómico                    | Edificio | Nombre                                 | Ciudad                 | Miembros | Titular                      | Lista            |
| -------------------- | ---------------------------------------- | -------- | -------------------------------------- | ---------------------- | -------- | ---------------------------- | ---------------- |
| Andalucía            | Parlamento de Andalucía                  |          | Hospital de las Cinco Llagas           | Sevilla                | 109      | Jesús Aguirre                | PP-A             |
| Aragón               | Cortes de Aragón                         |          | Palacio de la Aljafería                | Zaragoza               | 67       | Marta Fernández              | Vox              |
| Asturias             | Junta General del Principado de Asturias |          | Edificio de la Junta General           | Oviedo                 | 45       | Juan Cofiño                  | FSA-PSOE         |
| Canarias             | Parlamento de Canarias                   |          | Sede del Parlamento de Canarias        | Santa Cruz de Tenerife | 70       | Astrid Pérez                 | PP Canarias      |
| Cantabria            | Parlamento de Cantabria                  |          | Hospital de San Rafael                 | Santander              | 35       | María José González Revuelta | PP Cantabria     |
| Castilla-La Mancha   | Cortes de Castilla-La Mancha             |          | Convento de San Gil                    | Toledo                 | 33       | Pablo Bellido                | PSCM-PSOE        |
| Castilla y León      | Cortes de Castilla y León                |          | Sede de las Cortes de Castilla y León  | Valladolid             | 81       | Carlos Pollán                | Vox              |
| Cataluña             | Parlamento de Cataluña                   |          | Palacio del Parlamento de Cataluña     | Barcelona              | 135      | Josep Rull                   | Junts+           |
| Comunidad de Madrid  | Asamblea de Madrid                       |          | Sede de la Asamblea de Madrid          | Madrid                 | 135      | Enrique Ossorio              | PPCM             |
| Comunidad Valenciana | Cortes Valencianas                       |          | Palacio de Benicarló                   | Valencia               | 99       | Llanos Massó                 | Vox              |
| Extremadura          | Asamblea de Extremadura                  |          | Hospital de San Juan de Dios           | Mérida                 | 65       | Blanca Martín                | PSOE-Extremadura |
| Galicia              | Parlamento de Galicia                    |          | Pazo del Hórreo                        | Santiago de Compostela | 75       | Miguel Ángel Santalices      | PPdeG            |
| Islas Baleares       | Parlamento de las Islas Baleares         |          | Antiguo Círculo Mallorquín             | Palma de Mallorca      | 59       | Gabriel Le Senne             | Vox              |
| La Rioja             | Parlamento de La Rioja                   |          | Convento de la Merced                  | Logroño                | 33       | Marta Fernández              | PP La Rioja      |
| Navarra              | Parlamento de Navarra                    |          | Sede del Parlamento de Navarra         | Pamplona               | 50       | Unai Hualde                  | GBai             |
| País Vasco           | Parlamento Vasco                         |          | Antiguo Instituto Ramiro de Maeztu     | Vitoria                | 75       | Bakartxo Tejeria             | EAJ-PNV          |
| Región de Murcia     | Asamblea Regional de Murcia              |          | Sede de la Asamblea Regional de Murcia | Cartagena              | 45       | Visitación Martínez          | PPRM             |

### Ciudades autónomas
| Ciudad autónoma | Parlamento autonómico | Sede     | Sede                              | Sede    | Miembros | Presidencia       | Presidencia   |
| Ciudad autónoma | Parlamento autonómico | Edificio | Nombre                            | Ciudad  | Miembros | Titular           | Lista         |
| --------------- | --------------------- | -------- | --------------------------------- | ------- | -------- | ----------------- | ------------- |
| Ceuta           | Asamblea de Ceuta     |          | Palacio de la Asamblea de Ceuta   | Ceuta   | 25       | Juan Jesús Vivas  | PP de Ceuta   |
| Melilla         | Asamblea de Melilla   |          | Palacio de la Asamblea de Melilla | Melilla | 25       | Juan José Imbroda | PP de Melilla |

### Composición de los parlamentos autonómicos

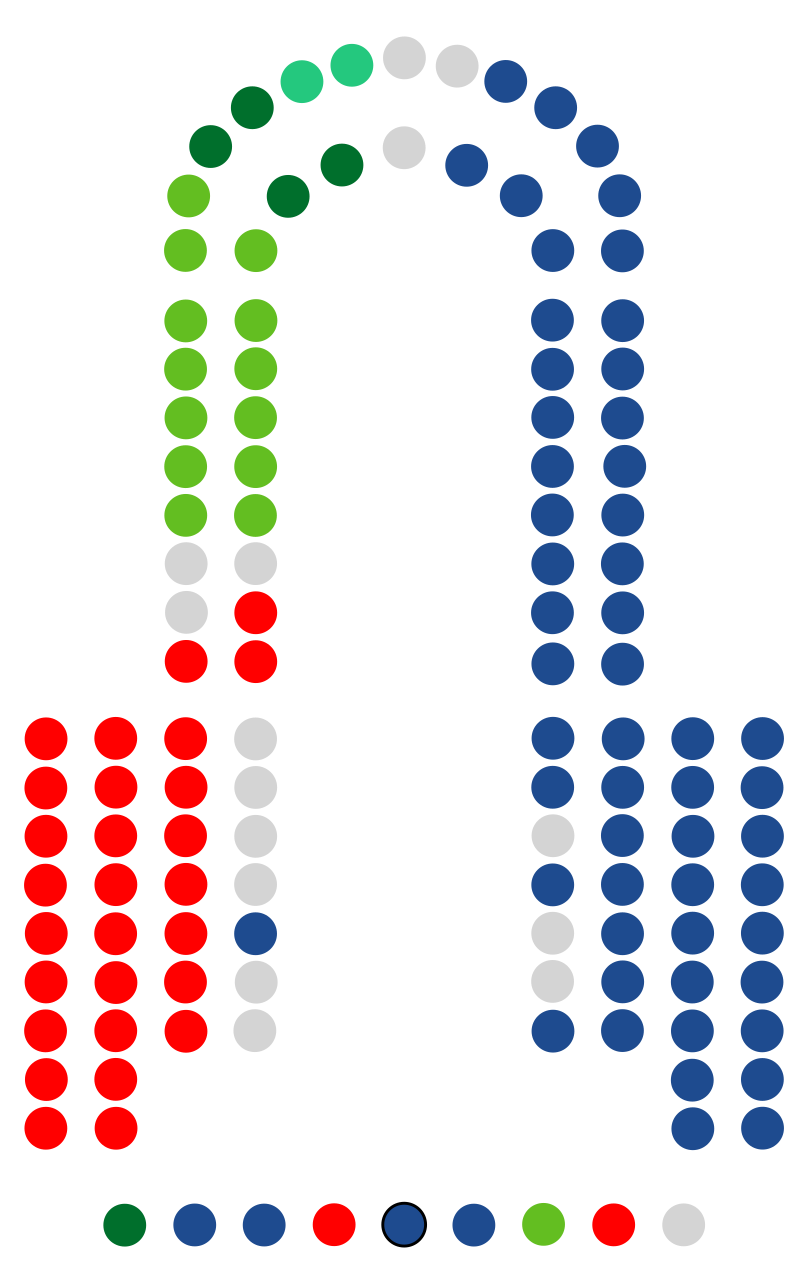
Parlamento de Andalucía  58   PP-A  30   PSOE-A  14   Vox  5   Por Andalucía  2   Adelante Andalucía
Cortes de Aragón  28   PP de Aragón  23   PSOE-Aragón  7   Vox  3   Chunta Aragonesista  3   Aragón Existe  1   Podemos-AV  1   IU Aragón  1   PAR
Junta General del Principado de Asturias   19   FSA  17   PP de Asturias  4   Vox  3   CxAst  1   Grupo mixto  1   Foro
Parlamento de las Islas Baleares  25   PPIB  18   PSIB  7   Vox  4   Més per Mallorca  2   Més per Menorca  1   Unidas Podemos  1   Sa Unió  1   No adscritos
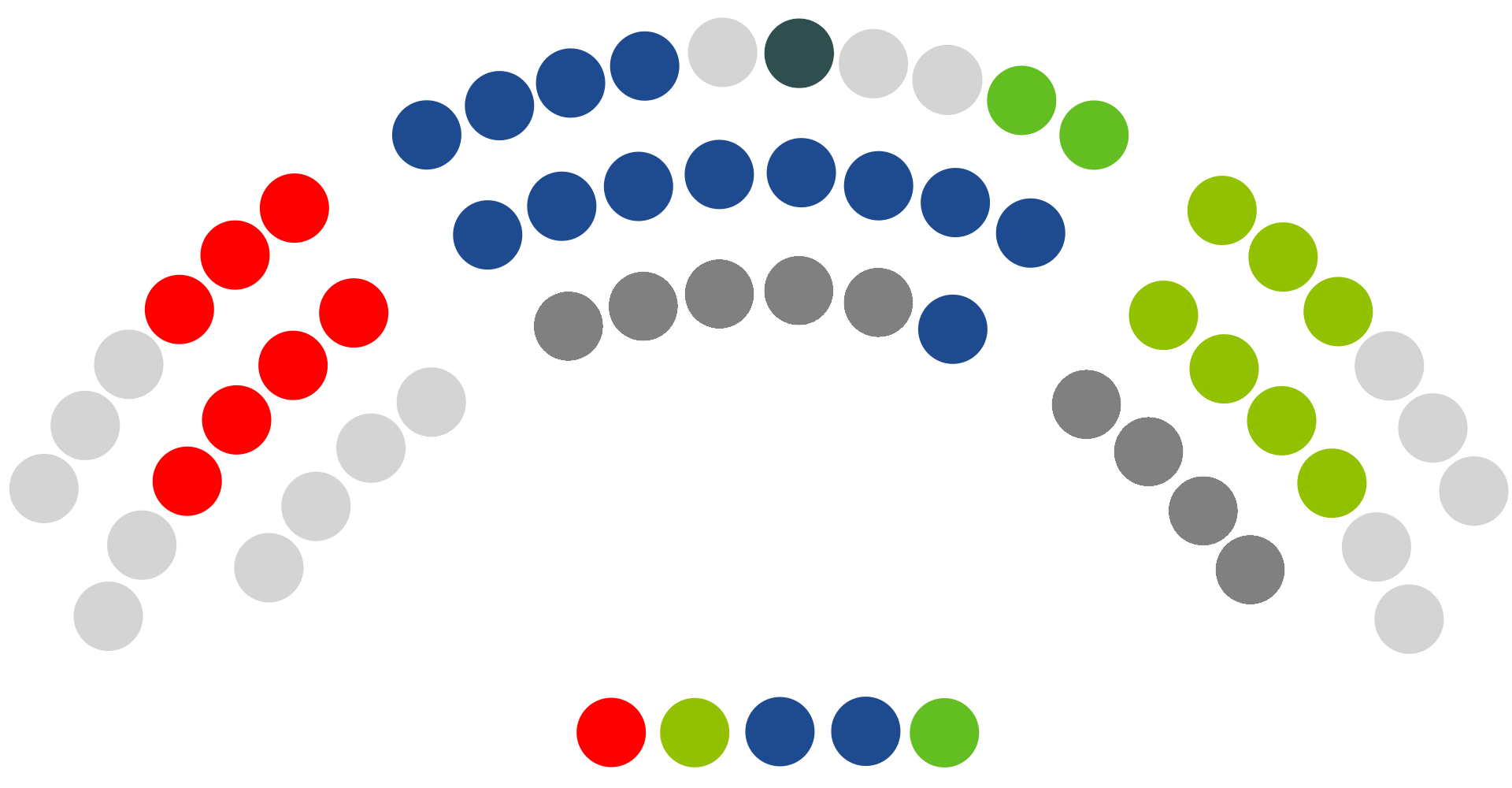
Parlamento de Cantabria   15   PP de Cantabria  8   Partido Regionalista de Cantabria  8   PSC-PSOE  4   Vox
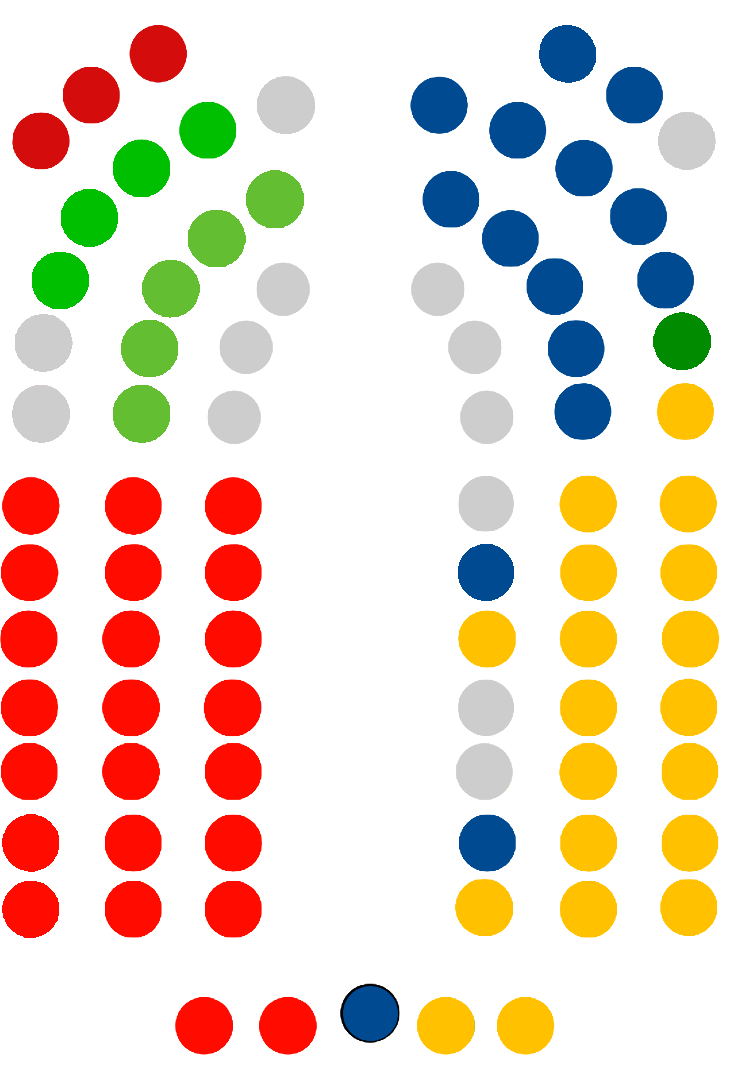
Parlamento de Canarias   23   PSOE Canarias  19   CC  15   PP Canarias  5   Nueva Canarias  4   Vox  3   ASG  1   AHI
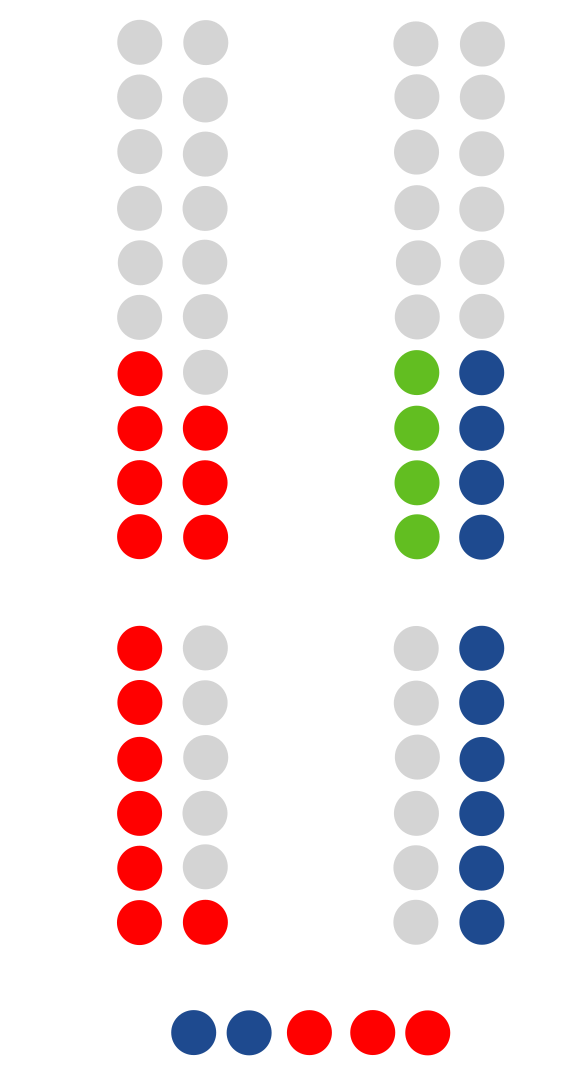
Cortes de Castilla-La Mancha  17   PSCM-PSOE  12   PP-CLM  4   Vox
Cortes de Castilla y León  31   PP de Castilla y León  28   PSOE de Castilla y León  13   Vox  3   Unión del Pueblo Leonés  3   Soria ¡Ya!  1   Unidas Podemos  1   No inscrito ex-Ciudadanos  1   Por Ávila
Parlamento de Cataluña  42   PSC-Units  35   Cat-Junts+  20   ERC  15   PP Catalán  11   Vox  6   Comuns Sumar  4   CUP-DT  2   Aliança Catalana
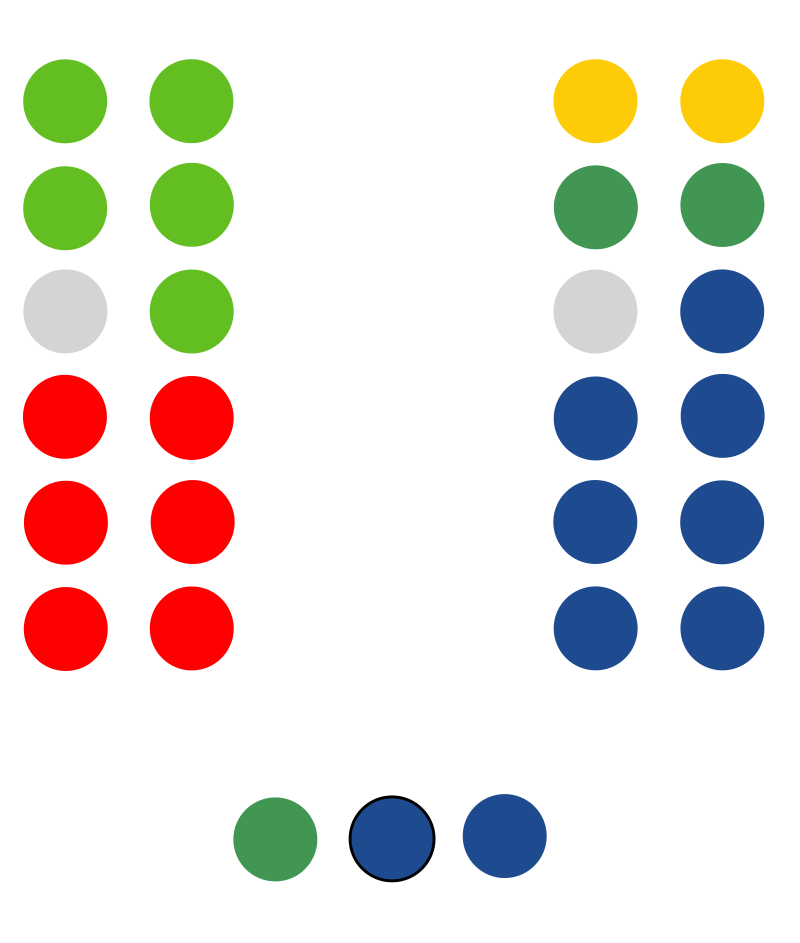
Asamblea de Ceuta  9   PP de Ceuta  6   PSOE-Ceuta  5   Vox  3   MDyC  2   Ceuta Ya!
Cortes Valencianas  40   PPCV  31   PSPV-PSOE  15   Compromís  13   Vox
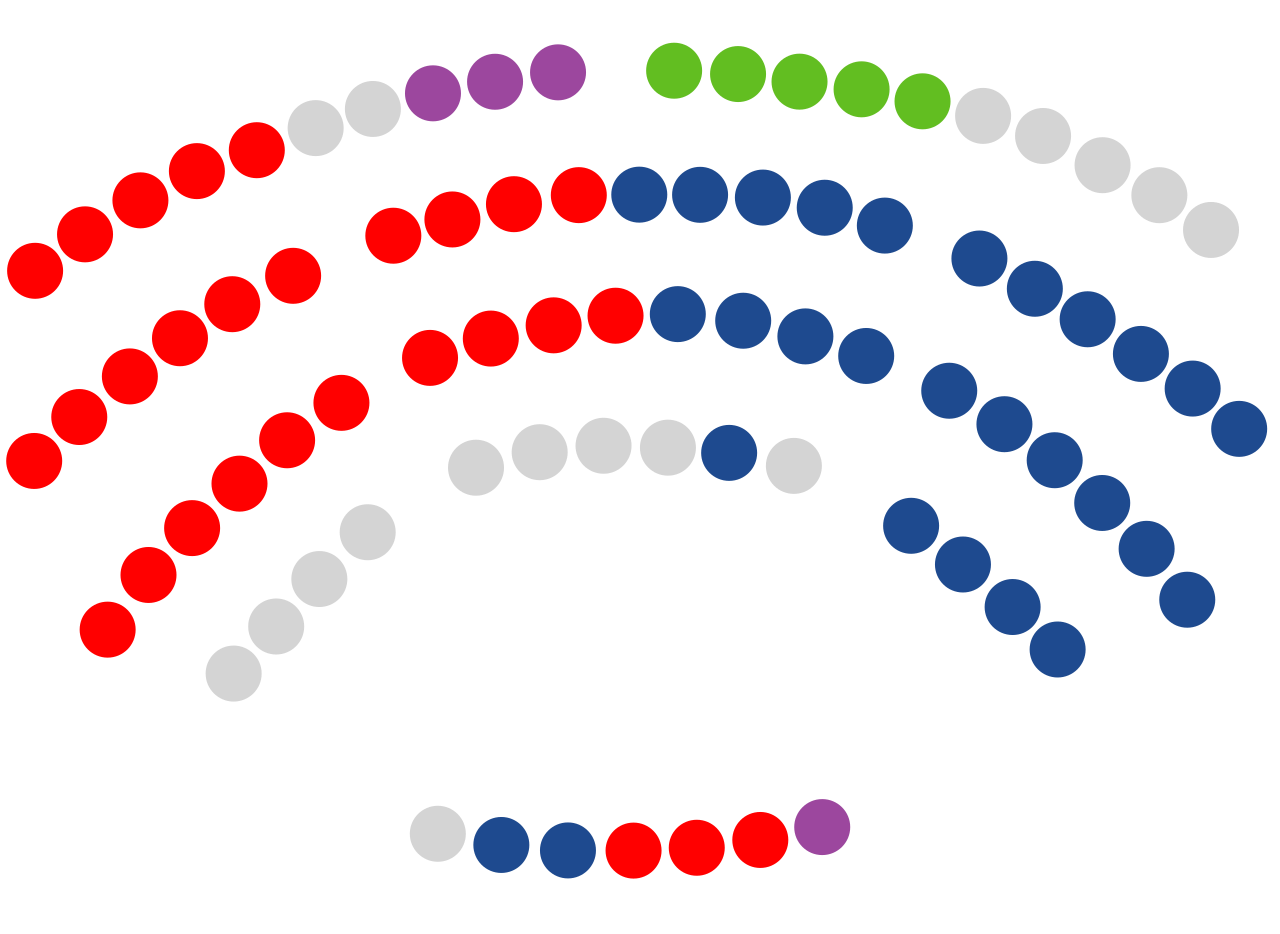
Asamblea de Extremadura   28   PSOE-E  28   PP-E  5   Vox  4   UxE
Parlamento de Galicia  40   PPdeG  25   Bloque Nacionalista Galego  9   PSdeG-PSOE  1   Democracia Ourensana
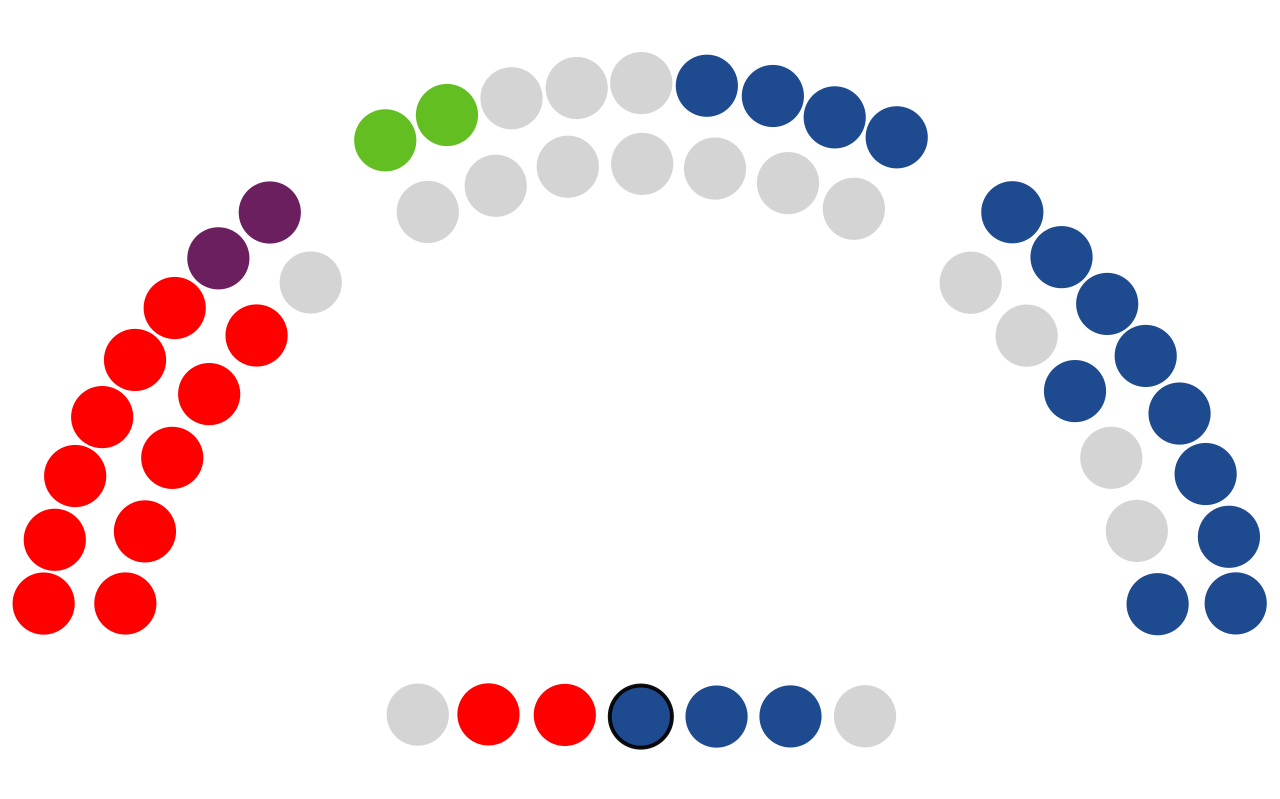
Parlamento de La Rioja  17   PP de La Rioja  12   PSOE La Rioja  2   Vox  2   Unidas Podemos
Asamblea de Madrid  70   PPCM  27   Más Madrid  27   PSOE-M  11   Vox
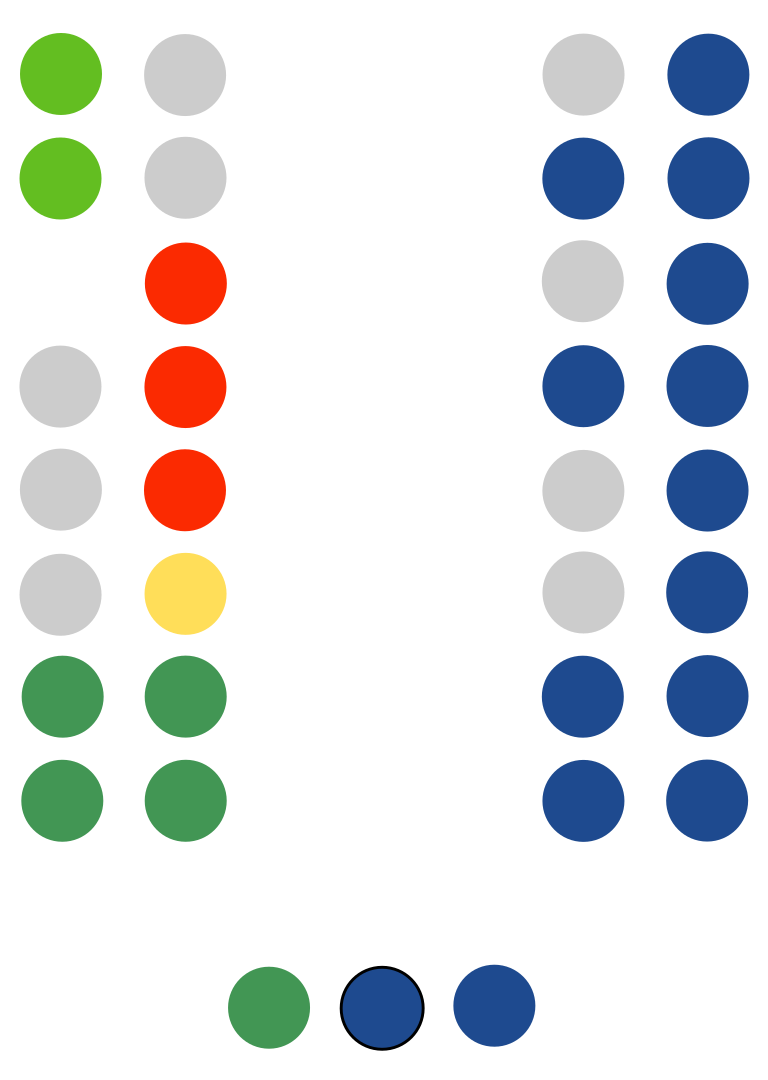
Asamblea de Melilla  14   PP de Melilla  5   Coalición por Melilla  3   PSOE-Melilla  2   Vox  1   Somos Melilla
Parlamento de Navarra   15   Unión del Pueblo Navarro  11   PSN-PSOE  9   Euskal Herria Bildu  7   Geroa Bai  3   Contigo Navarra  3   PP de Navarra  2   Vox
Parlamento Vasco  27   EAJ-PNV  27   Euskal Herria Bildu  12   PSE-EE  7   PPV   1   Sumar Euskadi  1   Vox
Asamblea Regional de Murcia  21   PPRM  13   PSRM-PSOE  9   Vox  2   Unidas Podemos

## Circunscripciones electorales autonómicas
Para las elecciones autonómicas, la mayoría de las comunidades autónomas han optado por constituir como circunscripción electoral las provincias que las componen. Respecto a las regiones uniprovinciales, la Región de Murcia, tras la reforma electoral de 2015, pasó de cinco circunscripciones a una circunscripción única y redujo la barrera electoral del 5 % al 3 %, mientras que en Asturias existen circunscripciones de territorio inferior a la provincia.
Las Islas Baleares tienen la isla como circunscripción electoral. Esto también ocurría en Canarias; sin embargo, en 2015, impulsó una reforma electoral para romper el sistema de la «triple paridad», equilibrar el número de diputados por provincias e islas, añadir una nueva circunscripción electoral autonómica con 9 escaños a repartir y bajar la barrera electoral.
Por último, las ciudades autónomas de Ceuta y Melilla, que no están sujetas al régimen provincial, constituyen una única circunscripción cada una respectivamente para sus elecciones.
| Comunidad autónoma | Parlamento                                            | Circunscripción     | Esc./CC | Habitantes (2021) | Hab./esc. | % B.E.             | Electores | N.º B.E. | P.E.    |
| --- | ----------------------------------------------------- | ------------------- | ------- | ----------------- | --------- | ------------------ | --------- | -------- | ------- |
| Andalucía | Parlamento de Andalucía 109 diputados                 | Sevilla             | 18      | 1.947.852         | 108.301   | 3 % CC             | 1.505.927 | 45.178   | 83.663  |
| Andalucía | Parlamento de Andalucía 109 diputados                 | Málaga              | 17      | 1.695.651         | 97.703    | 3 % CC             | 1.129.411 | 33.882   | 66.436  |
| Andalucía | Parlamento de Andalucía 109 diputados                 | Cádiz               | 15      | 1.245.960         | 83.314    | 3 % CC             | 968.815   | 29.064   | 64.588  |
| Andalucía | Parlamento de Andalucía 109 diputados                 | Granada             | 13      | 921.338           | 70.725    | 3 % CC             | 701.118   | 21.034   | 53.932  |
| Andalucía | Parlamento de Andalucía 109 diputados                 | Córdoba             | 12      | 776.789           | 65.317    | 3 % CC             | 628.885   | 18.867   | 52.407  |
| Andalucía | Parlamento de Andalucía 109 diputados                 | Almería             | 12      | 731.792           | 58.906    | 3 % CC             | 497.998   | 14.940   | 41.500  |
| Andalucía | Parlamento de Andalucía 109 diputados                 | Jaén                | 11      | 627.190           | 57.444    | 3 % CC             | 514.281   | 15.428   | 46.753  |
| Andalucía | Parlamento de Andalucía 109 diputados                 | Huelva              | 11      | 525.835           | 47.668    | 3 % CC             | 389.055   | 11.672   | 35.369  |
| Aragón | Cortes de Aragón 67 diputados                         | Zaragoza            | 35      | 967.452           | 27.661    | 3 % CC             | 480.756   | 14.423   | 13.736  |
| Aragón | Cortes de Aragón 67 diputados                         | Huesca              | 18      | 224.264           | 12.183    | 3 % CC             | 113.795   | 3414     | 6322    |
| Aragón | Cortes de Aragón 67 diputados                         | Teruel              | 14      | 134.545           | 9.525     | 3 % CC             | 71.811    | 2154     | 5129    |
| Principado de Asturias | Junta General del Principado de Asturias 45 diputados | Centro              | 34      | 850.554           | 25.016    | 3 % CC             | 430.239   | 12.907   | 12.654  |
| Principado de Asturias | Junta General del Principado de Asturias 45 diputados | Occidente           | 6       | 107.431           | 17.905    | 3 % CC             | 61.402    | 1842     | 10.234  |
| Principado de Asturias | Junta General del Principado de Asturias 45 diputados | Oriente             | 5       | 70.259            | 14.052    | 3 % CC             | 39.395    | 1182     | 7879    |
| Islas Baleares | Parlamento de las Islas Baleares 59 diputados         | Mallorca            | 33      | 923.500           | 27.985    | 5 % CC             | 341.441   | 17.072   | 10.347  |
| Islas Baleares | Parlamento de las Islas Baleares 59 diputados         | Menorca             | 13      | 96.469            | 7.421     | 5 % CC             | 38.990    | 1950     | 2999    |
| Islas Baleares | Parlamento de las Islas Baleares 59 diputados         | Ibiza               | 12      | 154.394           | 12.866    | 5 % CC             | 45.740    | 2287     | 3812    |
| Islas Baleares | Parlamento de las Islas Baleares 59 diputados         | Formentera          | 1       | 13.445            | 13.445    | 5 % CC             | 3.778     | 189      | 3778    |
| Canarias | Parlamento de Canarias 70 diputados                   | Canarias            | 9       | 2.207.225         | 245.247   | 15 % isla o 4 % CA | 900.347   | 36.014   | 100.039 |
| Canarias | Parlamento de Canarias 70 diputados                   | Tenerife            | 15      | 949.560           | 63.304    | 15 % isla o 4 % CA | 386.859   | 58.029   | 25.791  |
| Canarias | Parlamento de Canarias 70 diputados                   | Gran Canaria        | 15      | 865.864           | 57.724    | 15 % isla o 4 % CA | 368.659   | 55.299   | 24.577  |
| Canarias | Parlamento de Canarias 70 diputados                   | Lanzarote           | 8       | 151.072           | 18.884    | 15 % isla o 4 % CA | 49.204    | 7381     | 6151    |
| Canarias | Parlamento de Canarias 70 diputados                   | Fuerteventura       | 8       | 122.657           | 15.332    | 15 % isla o 4 % CA | 36.988    | 5548     | 4624    |
| Canarias | Parlamento de Canarias 70 diputados                   | La Palma            | 8       | 84.786            | 10.598    | 15 % isla o 4 % CA | 43.374    | 6506     | 5422    |
| Canarias | Parlamento de Canarias 70 diputados                   | La Gomera           | 4       | 22.120            | 5.530     | 15 % isla o 4 % CA | 11.693    | 1754     | 2923    |
| Canarias | Parlamento de Canarias 70 diputados                   | El Hierro           | 3       | 11.166            | 3.722     | 15 % isla o 4 % CA | 6.329     | 949      | 2110    |
| Cantabria | Parlamento de Cantabria 35 diputados                  | Cantabria           | 35      | 584.507           | 16.620    | 5% CA              | 327.866   | 16.393   | 9368    |
| Castilla-La Mancha | Cortes de Castilla-La Mancha 33 diputados             | Toledo              | 9       | 709.403           | 76.891    | 3% CC              | 366.284   | 10.989   | 40.698  |
| Castilla-La Mancha | Cortes de Castilla-La Mancha 33 diputados             | Ciudad Real         | 7       | 492.591           | 70.734    | 3% CC              | 270.728   | 8.122    | 38.675  |
| Castilla-La Mancha | Cortes de Castilla-La Mancha 33 diputados             | Albacete            | 7       | 386.464           | 55.642    | 3% CC              | 207.797   | 6234     | 29.685  |
| Castilla-La Mancha | Cortes de Castilla-La Mancha 33 diputados             | Guadalajara         | 5       | 265.588           | 51.811    | 3% CC              | 127.110   | 3.813    | 25.422  |
| Castilla-La Mancha | Cortes de Castilla-La Mancha 33 diputados             | Cuenca              | 5       | 195.516           | 39.960    | 3% CC              | 117.308   | 3519     | 23.462  |
| Castilla y León | Cortes de Castilla y León 81 procuradores             | Valladolid          | 15      | 519.361           | 34.693    | 3% CC              | 296.782   | 8903     | 19.785  |
| Castilla y León | Cortes de Castilla y León 81 procuradores             | León                | 13      | 451.706           | 35.582    | 3% CC              | 262.176   | 7865     | 20.167  |
| Castilla y León | Cortes de Castilla y León 81 procuradores             | Burgos              | 11      | 356.055           | 32.316    | 3% CC              | 194.272   | 5828     | 17.661  |
| Castilla y León | Cortes de Castilla y León 81 procuradores             | Salamanca           | 10      | 327.338           | 33.230    | 3% CC              | 192.160   | 5765     | 19.216  |
| Castilla y León | Cortes de Castilla y León 81 procuradores             | Zamora              | 7       | 168.725           | 24.807    | 3% CC              | 107.344   | 3220     | 15.335  |
| Castilla y León | Cortes de Castilla y León 81 procuradores             | Ávila               | 7       | 158.421           | 22.763    | 3% CC              | 99.326    | 2980     | 14.189  |
| Castilla y León | Cortes de Castilla y León 81 procuradores             | Palencia            | 7       | 159.123           | 22.957    | 3% CC              | 97.951    | 2939     | 13.993  |
| Castilla y León | Cortes de Castilla y León 81 procuradores             | Segovia             | 6       | 153.663           | 25.685    | 3% CC              | 86.853    | 2606     | 14.476  |
| Castilla y León | Cortes de Castilla y León 81 procuradores             | Soria               | 5       | 88.747            | 17.912    | 3% CC              | 48.926    | 1468     | 9785    |
| Cataluña | Parlamento de Cataluña 135 diputados                  | Barcelona           | 85      | 5.714.730         | 65.572    | 3% CC              | 4.156.309 | 124.689  | 48.898  |
| Cataluña | Parlamento de Cataluña 135 diputados                  | Tarragona           | 18      | 822.309           | 44.591    | 3% CC              | 566.343   | 16.990   | 31.464  |
| Cataluña | Parlamento de Cataluña 135 diputados                  | Gerona              | 17      | 786.596           | 44.564    | 3% CC              | 517.885   | 15.537   | 30.464  |
| Cataluña | Parlamento de Cataluña 135 diputados                  | Lérida              | 15      | 439.727           | 28.749    | 3% CC              | 313.918   | 9418     | 20.928  |
| Comunidad Valenciana | Cortes Valencianas 99 diputados                       | Valencia            | 40      | 2.589.312         | 63.505    | 5% CA              | 1.964.525 | 182.857  | 49.113  |
| Comunidad Valenciana | Cortes Valencianas 99 diputados                       | Alicante            | 35      | 1.881.762         | 53.223    | 5% CA              | 1.272.919 | 182.857  | 36.369  |
| Comunidad Valenciana | Cortes Valencianas 99 diputados                       | Castellón           | 24      | 587.064           | 23.812    | 5% CA              | 419.696   | 182.857  | 17.487  |
| Ceuta | Asamblea de Ceuta 25 concejales                       | Ceuta               | 25      | 83.517            | 3.394     | 5% CC              | 59.954    | 2998     | 2398    |
| Extremadura | Asamblea de Extremadura 65 diputados                  | Badajoz             | 36      | 669.943           | 18.679    | 5% CA              | 381.027   | 31.072   | 10.584  |
| Extremadura | Asamblea de Extremadura 65 diputados                  | Cáceres             | 29      | 389.558           | 13.549    | 5% CA              | 240.422   | 31.072   | 8290    |
| Galicia | Parlamento de Galicia 75 diputados                    | La Coruña           | 25      | 1.120.134         | 44.877    | 5% CC              | 1.087.293 | 54.365   | 43.492  |
| Galicia | Parlamento de Galicia 75 diputados                    | Pontevedra          | 22      | 944.275           | 42.771    | 5% CC              | 901.997   | 45.100   | 41.000  |
| Galicia | Parlamento de Galicia 75 diputados                    | Lugo                | 14      | 326.013           | 23.541    | 5% CC              | 348.244   | 17.412   | 24.875  |
| Galicia | Parlamento de Galicia 75 diputados                    | Orense              | 14      | 305.223           | 21.991    | 5% CC              | 364.398   | 18.220   | 26.028  |
| La Rioja | Parlamento de La Rioja 33 diputados                   | La Rioja            | 33      | 319.796           | 9.502     | 5% CC              | 233.609   | 11.680   | 7079    |
| Comunidad de Madrid | Asamblea de Madrid 136 diputados                      | Comunidad de Madrid | 136     | 6.751.251         | 50.308    | 5% CC              | 3.231.677 | 161.584  | 24.482  |
| Melilla | Asamblea de Melilla 25 concejales                     | Melilla             | 25      | 86.261            | 3.389     | 5% CC              | 54.249    | 2712     | 2170    |
| Navarra | Parlamento de Navarra 50 diputados                    | Navarra             | 50      | 661.537           | 12.999    | 3% CC              | 342.582   | 10.277   | 6852    |
| País Vasco | Parlamento Vasco 75 diputados                         | Vizcaya             | 25      | 1.154.334         | 45.491    | 3% CC              | 947.636   | 28.429   | 37.905  |
| País Vasco | Parlamento Vasco 75 diputados                         | Guipúzcoa           | 25      | 726.033           | 28.521    | 3% CC              | 581.022   | 17.431   | 23.241  |
| País Vasco | Parlamento Vasco 75 diputados                         | Álava               | 25      | 333.626           | 13.111    | 3% CC              | 254.761   | 7.643    | 10.190  |
| Región de Murcia | Asamblea Regional de Murcia 45 diputados              | Región de Murcia    | 45      | 1.518.486         | 33.060    | 3% CC              | 656.121   | 19.684   | 14.580  |
| - Asamblea y total de escaños: Nombre oficial de la asamblea legislativa autonómica y número total de escaños que la conforman. - Circunscripción: Nombre que recibe cada una de las circunscripciones electorales en que se divide -en su caso- el territorio de la comunidad autónoma. - Escaños/CC (Número de escaños de la circunscripción): Cantidad de escaños que se elige en la circunscripción. - Habitantes (2012): Cantidad de habitantes de la circunscripción a 1 de enero de 2012. - Hab./esc. (Habitantes por escaño): Razón que refleja la cantidad de habitantes necesarios para obtener un escaño en esa circunscripción. - % B.E. (% Barrera Electoral): Porcentaje mínimo del total de votos válidos emitidos que la respectiva ley electoral marca para poder acceder al reparto de escaños. - #CC = Circunscripción - #CA = Comunidad autónoma - N.º B.E. (Número de Barrera Electoral): Cantidad mínima de votos necesaria para optar al reparto de escaños según la barrera electoral y suponiendo una participación del 100 %. Esta cifra se adaptará a la cifra real de participación registrada por un cálculo proporcional. Ejemplo: en la provincia de Huelva en 2012 se registró una participación de 60,84 % y la cifra de esta columna con un 100 % habría sido 11.765, por lo que en la práctica esta cifra fue de 7.115. - Electores: Número total de personas con derecho a voto en la circunscripción (sufragio electoral activo) con fecha 1 de diciembre de 2012. Del total de habitantes, se excluye a los menores de edad y a la población inmigrada, pero se incluye al CERA (Censo Electoral de Residentes Ausentes; españoles residentes en el extranjero). - P.E. (Precio de cada escaño): Razón que refleja el número de votos necesario para obtener un escaño en la circunscripción suponiendo una participación del 100 % y descartando los votos recibidos por las candidaturas que no obtienen representación electoral. Es el resultado del cociente del número de votantes de la circunscripción entre el número de escaños que tiene adjudicada. Las cifras de esta columna y de la anterior suponen una doble barrera en según qué casos: en general, las circunscripciones con alta representación tienen también un elevado porcentaje en su B.E., pero las circunscripciones con B.E. baja adjudican pocos escaños. |                                                       |                     |         |                   |           |                    |           |          |         |

### Resúmenes
Por escaños de la circunscripción
Número de circunscripciones: 62
- Circunscripciones pequeñas: 7 (en ellas se realiza una elección mayoritaria entre los partidos políticos)
- Circunscripciones medias: 12 (elección intermedia)
- Circunscripciones grandes: 48 (elección proporcional)
  - De entre 11 y 20 escaños: 27
  - De entre 21 y 30 escaños: 9
  - De más de 30 escaños: 12[1]
- La media aritmética de escaños en cada circunscripción es de 19,12; en la distribución hay una desviación media de 11,83, una desviación típica de 365,62, una varianza de 19,21 y cociente de variación de 1,00. La media de diputados por cada provincia o ciudad autónoma es de 24,38. Las dos modas de la distribución son 15 y 7 diputados, que se dan en 6 circunscripciones. Si se pondera con la población, cada circunscripción tendría 43,98 diputados, con una desviación media de 29,44, desviación típica de 1642,46, varianza de 40,54 y tasa de variación de 2,12.
- Hay 1268 diputados autonómicos y 350 escaños en el Congreso, por lo que existe una relación media 1:3,62 entre ambos (a cada diputado nacional le corresponden 3,62 diputados autonómicos).
- Las 15 circunscripciones con más diputados (Madrid, Barcelona, Navarra, Murcia, Valencia, Cantabria, Alicante, Zaragoza, Badajoz, Centro-Asturias, Mallorca, La Rioja, Cáceres, Vizcaya y Guipúzcoa) suman el 51,50 % de los representantes autonómicos. Nótese que en la lista anterior se encuentran provincias muy pobladas, provincias extensas, comunidades uniprovinciales y el País Vasco por su sistema igualitario entre territorios históricos. Sorprende la presencia en este listado de dos circunscripciones infraprovinciales (Centro-Asturias y Mallorca), cuando a priori las divisiones del territorio pretenden obtener cuerpos electorales en que se elija a pocos diputados, y así perjudicar a formaciones minoritarias por aumentar el número de votos que no obtienen representación.
- Las 13 provincias —independientemente del número de circunscripciones en que estén divididas— con más diputados (Madrid, Barcelona, Islas Baleares, Navarra, Asturias, Murcia, Valencia, Cantabria, Alicante, Zaragoza, Badajoz, La Rioja, Cáceres) agrupan al 52,05 % de los representantes. En el mismo listado ordenado por circunscripciones aparecían las provincias vascas y no entraba Murcia, lo que refuerza la teoría comentada acerca de que las comunidades uniprovinciales cuentan con muchos escaños por la necesidad de un número mínimo operativo para el organismo.

Por población
- Las 9 circunscripciones electorales más pobladas (Madrid, Barcelona, Valencia, Alicante, Sevilla, Málaga, Cádiz, Murcia y Vizcaya) agrupan al 50,15 % de la población española y solo al 30,60 % del total de los diputados autonómicos españoles.
- Cada circunscripción tiene una media de 716.141 habitantes. Cada provincia promedia 908.948 habitantes.

Por representación de los diputados
Aparentemente podría afirmarse que la gran cantidad de circunscripciones con bajas cifras de habitantes por diputado harían que esta distribución estuviera descompensada. No obstante, si estas medias las ponderamos con la población respectiva obtenemos unos resultados muy distintos, y veríamos que en realidad es una distribución sesgada hacia los valores más bajos: la estricta media aritmética de las cifras absolutas parciales nos daría que en España hay 5,46 diputados por cada 100.000 habitantes, pero en realidad asciende a 2,68 (menos de la mitad). La desviación media de esta muestra es de 1,38, su varianza es 6,08 y su desviación típica es de 2,46; en total, el coeficiente de variación asciende a 0,9187.
- Circunscripciones con muy alta representación: 10 circunscripciones (994.300 hab.)
  - De 3.232 a 3.678 habitantes por escaño. El Hierro, Ceuta, Melilla
  - De 5.588 a 9.806 hab. / esc.: La Rioja, Menorca, Gomera
  - De 10.266 a 11.446 hab. / esc. Ibiza, Formentera, La Palma, Teruel
- Circunscripciones con alta representación: 12 circunscripciones (7.556.334 hab.)
  - De 12.645 a 12.902 hab. / esc. Álava, Navarra, Huesca
  - De 13.787 a 15.227 hab. / esc. Cantabria, Fuerteventura, Oriente-Asturias, Cáceres
  - De 17.767 a 24.645 hab. / esc. Altiplano-Murcia, Badajoz, Occidente-Asturias, Soria, Lanzarote
- Circunscripciones con representación media: 22 circunscripciones (2.738.306 hab.)
  - De 23.260 a 25.190 hab. / esc. Castellón, Noroeste-Murcia, Ávila, Palencia, Orense, Segovia, Lugo
  - De 26.010 a 29.536 hab. / esc. Lérida, Guipúzcoa, Zaragoza, Zamora, Cuenca, Mallorca, Centro-Asturias
  - De 31.870 a 35.893 hab. / esc. Murcia, Valladolid, León, Burgos, Guadalajara, Salamanca
- Media española: 2,68 diputados/100.000 habitantes (2,44 descontando las circunscripciones con muy alta representación; 2,61 despreciando del cálculo también a las tres provincias con menor índice)
- Circunscripciones con baja representación: 22 circunscripciones (35.976.381 hab.)
  - De 40.284 a 46.233 hab. / esc. Vizcaya, Tarragona, Gerona, Pontevedra, Albacete (4.095.530 hab.)
  - De 47.533 a 50.376 hab. / esc. Madrid, Ciudad Real, La Coruña, Huelva (8.695.583 hab.)
  - De 55.540 a 60.931 hab. / esc. Jaén, Tenerife, Toledo, Almería, Gran Canaria, Alicante (5.780.504 hab.)
  - De 64.520 a 70.995 hab. / esc. Granada, Córdoba, Barcelona, Valencia (9.860.268 hab.)
  - De 83.011 a 107.721 hab. / esc. Sevilla, Málaga, Cádiz (4.825.236 hab.)

Por censo
- Las 10 circunscripciones con censo más alto (Madrid, Barcelona, Valencia, Sevilla, Alicante, Málaga, Murcia, La Coruña, Cádiz y Vizcaya) agrupan al 51,40 % de los votantes aunque en ellas se elige solo al 32,33 % de los diputados autonómicos.
- En el listado de las 10 primeras provincias por número de electores se encuentran entre los 7 primeros puestos las mismas que las anteriormente citadas, que se completan con Pontevedra, Asturias y Cádiz. Entre ellas agrupan el 51,72 % del total nacional y en ellas se adjudica el 32,33 % de los escaños autonómicos.
- En la comparación de este listado con el correspondiente al de la población advertimos que se intercambian los puestos Sevilla y Alicante, probablemente porque la segunda tiene mucha población extranjera, que no tiene derecho a voto en los comicios autonómicos. La Coruña y Asturias ascienden considerablemente por la gran cantidad absoluta de censo del CERA -segunda y quinta provincias respectivamente- que tienen adscrito, y que no cuenta como población. Murcia y Asturias ascienden en el listado provincial, frente al de circunscripciones, por aglutinar sus diversas divisiones.
- El censo medio de cada circunscripción es de 542.109 electores. En cada provincia hay una media de 688.062 personas con derecho a voto.

Por CERA
(Comentarios referidos a la población y circunscripciones de 2012). En cifras relativas al porcentaje de electores con residencia en el extranjero, podemos clasificar las circunscripciones en tres divisiones:
- Muy alto CERA: de 35,66 % a 7,82%. Gomera, Oriente-Asturias, Orense, La Palma, El Hierro, Occidente-Asturias, Lugo, Pontevedra, La Coruña, Zamora, León, Salamanca y Tenerife: 13 circunscripciones. Estos lugares comparten el estar situados en el extremo noroccidental o ser islas canarias occidentales.
- Alto CERA: de 6,87 % a 4,39 %. Desde Melilla a Lorca-Murcia: 11 cc
- Medio CERA: de 4,21 % a 2,96 %. Desde Madrid a Altiplano-Murcia: 14 cc
- Bajo CERA: de 2,39 % a 1,14 %. Desde Valladolid a Ciudad Real: 29 cc

En números absolutos, existen 1.591.639 personas inscritas en el CERA. El 51,97 % de ellas se concentra en 8 circunscripciones: Madrid, La Coruña, Barcelona, Pontevedra, Orense, Lugo, Tenerife, y Centro-Asturias. Si contáramos provincias enteras, el 53,06 % del CERA está adscrito a 7 provincias: Madrid, La Coruña, Barcelona, Pontevedra, Asturias, Orense y Santa Cruz de Tenerife.
Por barrera electoral numérica
No se analizarán estas cifras globalmente porque solo cobran sentido en relación con las el precio de los escaños: la única de las dos que tiene uso práctico es la mayor. Además, en circunscripciones con un pequeño número de escaños adjudicado el propio número de votos requerido para conseguir un escaño será superior a la barrera electoral, por lo que no tendrá aplicación efectiva.

## Partidos en los parlamentos autonómicos
| Logo | Partido político | Partido político                           | Siglas      | Diputados | Autonomías |
| ---- | ---------------- | ------------------------------------------ | ----------- | --------- | --- |
|      |                  | Partido Popular                            | PP          | 466       | Partido Popular de Andalucía 58 diputados. Partido Popular de Aragón 28 diputados. Partido Popular de Asturias 17 diputados. + Partido Popular de las Islas Baleares 25 diputados y Sa Unió 1 diputado. Partido Popular de Canarias 15 diputados. Partido Popular de Cantabria 15 diputados. Partido Popular de Castilla-La Mancha 12 diputados. Partido Popular de Castilla y León 31 diputados. Partido Popular de Cataluña 15 diputados. Partido Popular de Ceuta 9 diputados. Partido Popular de Extremadura 28 diputados. Partido Popular de Galicia 40 diputados. Partido Popular de la Comunidad de Madrid 70 diputados. Partido Popular de Melilla 14 diputados. Partido Popular de la Región de Murcia 21 diputados. Partido Popular de Navarra 3 diputados. Partido Popular de La Rioja 17 diputados. Partido Popular de la Comunidad Valenciana 40 diputados. Partido Popular del País Vasco 7 diputados. |
|      |                  | Partido Socialista Obrero Español          | PSOE        | 360       | Partido Socialista Obrero Español de Andalucía 30 diputados. Partido de los Socialistas de Aragón 23 diputados. Federación Socialista Asturiana 19 diputados. Partido Socialista de las Islas Baleares 18 diputados. Partido Socialista de Canarias 23 diputados. Partido Socialista de Cantabria 8 diputados. Partido Socialista de Castilla-La Mancha 17 diputados. Partido Socialista de Castilla y León 28 diputados. + Partido de los Socialistas de Cataluña 41 diputados y Units per Avançar 1 diputado. PSOE Ceuta 6 diputados. Partido Socialista Obrero Español de Extremadura 28 diputados. Partido de los Socialistas de Galicia-PSOE 9 diputados. Partido Socialista Obrero Español de la Comunidad de Madrid 27 diputados. PSOE Melilla 3 diputados. Partido Socialista de la Región de Murcia 13 diputados. Partido Socialista de Navarra 11 diputados. Partido Socialista Obrero Español de La Rioja 12 diputados. Partido Socialista del País Valenciano 31 diputados. Partido Socialista de Euskadi-Euskadiko Ezkerra 12 diputados. |
|      |                  | Vox                                        | Vox         | 118       | Vox en Andalucía 14 diputados. Vox en Aragón 7 diputados. Vox en Asturias 4 diputados. Vox en las Islas Baleares 7 diputados. Vox en Canarias 4 diputados. Vox en Cantabria 4 diputados. Vox en Castilla-La Mancha 4 diputados. Vox en Castilla y León 13 diputados. Vox en Cataluña 11 diputados. Vox en Ceuta 5 diputados. Vox en Extremadura 5 diputados. Vox en Madrid 11 diputados. Vox en Melilla 2 diputados. Vox en Murcia 9 diputados. Vox en Navarra 2 diputados. Vox en La Rioja 2 diputados. Vox en Valencia 13 diputados. Vox Vasco 1 diputado. |
|      |                  | Coalición Sumar                            | SMR         | 69        | Por Andalucía: Izquierda Unida Los Verdes-Convocatoria por Andalucía 1 diputado. Más País Andalucía 1 diputado. + Chunta Aragonesista 3 diputados e Izquierda Unida de Aragón 1 diputado. Convocatoria por Asturias: Izquierda Unida de Asturias 2 diputados. Más País Asturias 1 diputado. + Més per Mallorca 4 diputados y Més per Menorca 2 diputados. Comuns Sumar: Catalunya en Comú 5 diputados. Esquerra Verda 1 diputado. Unidas por Extremadura: Izquierda Unida Extremadura 2 diputados. Más Madrid - Verdes Equo: Más Madrid 25 diputados. Verdes Equo 2 diputados. Contigo Navarra-Zurekin Nafarroa: Izquierda Unida de Navarra 1 diputado. Podemos - IU la Rioja: Izquierda Unida de La Rioja 2 diputados. Compromís: Més-Iniciativa-VerdsEquo: Més-Compromís 9 diputados. Iniciativa del Poble Valencià 4 diputados. Verds Equo del País Valencià 2 diputados. Sumar: Ezker Anitza 1 diputado. |
|      |                  | Euskal Herria Bildu                        | EH Bildu    | 36        | Euskal Herria Bildu en Euskadi 27 diputados. Euskal Herria Bildu en Nafarroa 9 diputados. |
|      |                  | Junts per Catalunya                        | Junts/JxCAT | 35        | - |
|      |                  | Partido Nacionalista Vasco                 | EAJ-PNV     | 29        | Partido Nacionalista Vaco en Euskadi 27 diputados. Geroa Bai: Partido Nacionalista Vasco en Navarra 2 diputados. |
|      |                  | Bloque Nacionalista Galego                 | BNG         | 25        | - |
|      |                  | Esquerra Republicana de Catalunya          | ERC         | 20        | - |
|      |                  | Coalición Canaria                          | CCa         | 19        | - |
|      |                  | Unión del Pueblo Navarro                   | UPN         | 15        | - |
|      |                  | Podemos                                    | -           | 12        | Por Andalucía: Podemos Andalucía 3 diputados. Podemos Aragón 1 diputado. EUIB - Podemos: Podemos Illes Balears 1 diputado. Unidas Podemos: Podemos Castilla y León 1 diputado. Unidas por Extremadura: Podemos Extremadura 2 diputados. Podemos + IU - Verdes + AV: Podemos Región de Murcia 2 diputados. Contigo Navarra-Zurekin Nafarroa: Podemos Navarra 2 diputados. |
|      |                  | Partido Regionalista de Cantabria          | PRC         | 8         | - |
|      |                  | Nueva Canarias-Bloque Canarista            | NC-BC       | 5         | - |
|      |                  | Coalición por Melilla                      | CpM         | 5         | - |
|      |                  | Geroa Socialverdes                         | GSB-GSV     | 4         | Geroa Bai (En Navarra) |
|      |                  | Candidatura de Unidad Popular-G            | CUP-G       | 4         | - |
| -    |                  | Movimiento por la Dignidad y la Ciudadanía | MDyC        | 3         | - |
|      |                  | Agrupación Socialista Gomera               | ASG         | 3         | - |
|      |                  | Aragón Existe                              | AE          | 3         | - |
|      |                  | Unión del Pueblo Leonés                    | UPL         | 3         | - |
|      |                  | Soria ¡Ya!                                 | SYA         | 3         | - |
|      |                  | Aliança Catalana                           | AC          | 2         | - |
|      |                  | Adelante Andalucía                         | AA          | 2         | - |
|      |                  | Ceuta Ya!                                  | -           | 2         | - |
|      |                  | Foro Asturias                              | Foro/FAC    | 1         | - |
|      |                  | Por Ávila                                  | XAV         | 1         | - |
|      |                  | Somos Melilla                              | SML         | 1         | - |
|      |                  | Agrupación Herreña Independiente           | AHI         | 1         | - |
|      |                  | Democracia Ourensana                       | DO          | 1         | - |
|      |                  | Partido Aragonés                           | PAR         | 1         | - |
| -    |                  | No adscritos                               | -           | 3         | - |

## Designación autonómica de senadores

#### Senador autonómico o designado
Los senadores autonómicos, también llamados senadores designados, senadores territoriales o senadores de designación autonómica, son elegidos por las asambleas legislativas de las comunidades autónomas. Se designan de la siguiente forma:
- Un senador por cada comunidad autónoma, haciendo un total de 17 senadores.
- Un senador por cada millón de habitantes. Esta es la cláusula constitucional que provoca la indeterminación del número de senadores. En la XIV legislatura se designan 41 senadores mediante esta forma.[2]

En España hay actualmente 58 senadores designados.
| Comunidad autónoma                    | Nombre del legislativo                   | Senadores |
| Comunidad autónoma                    | Nombre del legislativo                   | Número    |
| ------------------------------------- | ---------------------------------------- | --------- |
| Andalucía                             | Parlamento de Andalucía                  | 9         |
| Cataluña                              | Parlamento de Cataluña                   | 8         |
| Comunidad de Madrid                   | Asamblea de Madrid                       | 7         |
| Comunidad Valenciana                  | Cortes Valencianas                       | 6         |
| Canarias                              | Parlamento de Canarias                   | 3         |
| Castilla-La Mancha                    | Cortes de Castilla-La Mancha             | 3         |
| Castilla y León                       | Cortes de Castilla y León                | 3         |
| Galicia                               | Parlamento de Galicia                    | 3         |
| País Vasco                            | Parlamento Vasco                         | 3         |
| Aragón                                | Cortes de Aragón                         | 2         |
| Extremadura                           | Asamblea de Extremadura                  | 2         |
| Islas Baleares                        | Parlamento de las Islas Baleares         | 2         |
| Principado de Asturias                | Junta General del Principado de Asturias | 2         |
| Región de Murcia                      | Asamblea Regional de Murcia              | 2         |
| Cantabria                             | Parlamento de Cantabria                  | 1         |
| Comunidad Foral de Navarra            | Parlamento de Navarra                    | 1         |
| La Rioja                              | Parlamento de La Rioja                   | 1         |
| Número total de senadores autonómicos | Número total de senadores autonómicos    | 58        |